# Sabelansjovis
Sabelansjovis (Thryssa dussumieri) är en fiskart som först beskrevs av Valenciennes, 1848.  Sabelansjovis ingår i släktet Thryssa och familjen Engraulidae. Inga underarter finns listade i Catalogue of Life.